# Uma História Severina
Uma História Severina é um documentário dirigido por Débora Diniz e  Eliane Brum. Foi publicado no ano de 2005 conta sobre o drama vivido por uma mãe pernambucana que durante sua gestação, descobriu que seu feto era anencéfalo. No dia 20 de outubro de 2004 Severina Maria Leôncio Ferreira, grávida de 4 meses, internou no hospital do Recife para interromper sua gestação, mas na mesma tarde em que ela realizava os procedimentos médicos para a cirurgia que seria feita na manhã seguinte, o STF (Supremo Tribunal Federal) derrubou a liminar que permitia a antecipação do parto quando o bebê fosse incompatível com a vida. Mãe do  Walmir de 4 anos, Severina, mulher pobre do interior, junto ao seu marido Rosivaldo juntaram forças para fazerem justiça aos menos favorecidos, lavradores de brócolis em terra emprestada, o casal passou por três meses de angústia até conseguirem a autorização judicial e posteriormente comprar a roupa com que o filho seria sepultado. Mesmo com a autorização judicial, vários médicos negaram atendimento a Severina com as justificativas de que “Não há vagas”, “meus colegas são contra o aborto”, “tenha paciência”, até que Paula Viana da ONG Curumim à ajudou a cumprir seus direitos duramente conquistados.
Severina suportou mais de 30 horas de trabalho de parto com contrações excruciantes, mas a pior dor que a mesma sentiu, foi ao pegar seu filho no colo sem vida após o parto e ao invés de leva-lo para casa comemorando mais uma vida que iluminaria sua família como as mulheres daquele local, Severina saiu com um atestado de óbito e o sofrimento de uma mãe inconformada que teria que enterrar o filho.